# Cantiere navale di Marghera

Logo di Fincantieri, società proprietaria dei cantieri navali di Marghera.

Il cantiere navale Ernesto Breda di Marghera è stato impiantato dopo la prima guerra mondiale, con il sorgere a Venezia del porto industriale e risalgono al 1917 i primi scavi e i primi lavori di banchinamento verso la sponda settentrionale del canale industriale Nord di Porto Marghera, zona nella quale vennero impiantati i bacini e la darsena su cui sarebbero sorti gli scali e l'area del cantiere.

## Storia
Nelle intenzioni del suo fondatore, l'industriale Ernesto Breda, il cantiere avrebbe dovuto rispondere alle necessità di trovare rapidi sbocchi di mercato in previsione della necessità che avrebbe avuto l'Italia uscita dal conflitto di adeguare la propria flotta mercantile in vista di una ripresa dei traffici mercantili. La prima realizzazione avvenuta nel cantiere di Marghera fu un rimorchiatore varato verso la fine del 1920 e battezzato con il nome “Breda”.
La grande guerra era stata molto importante per lo sviluppo della Breda, che si era orientata decisamente verso le produzioni belliche, in particolare proiettili, cannoni ed aeroplani. Ma la difficoltà a reperire materie prime (l'acciaio) e tecnologia (macchine utensili) spinse l'azienda a dotarsi di un'acciaieria interna. Nel dopoguerra le difficoltà di riconversione vennero superate con la scelta di focalizzare l'attività nella produzione di armi leggere nello stabilimento di Brescia e di aeroplani. La Società disponeva anche di un centro di ricerca e formazione, inaugurato nel 1917, che nel corso del '900 si sarebbe affermato come uno dei più importanti centri di ricerca nazionali nel campo della metallurgia.
La Breda fu un'azienda chiave nello sforzo bellico italiano e durante la seconda guerra mondiale il cantiere raggiunse il suo massimo sviluppo con 5 000 dipendenti addetti alla costruzione per la Regia Marina di motovedette, torpediniere e di alcune corvette della Classe Gabbiano.

### Secondo dopoguerra
Il secondo dopoguerra fu a causa dello smantellamento della produzione bellica un periodo di crisi profonda per la Breda. Di questa crisi ne risentì anche il cantiere che nel periodo 1949/50 venne occupato per 18 mesi dagli operai contro i licenziamenti.
Lo Stato intervenne in aiuto mediante il FIM un ente che era stato istituito nel 1947 con lo scopo di finanziare la riconversione delle industrie aeronautiche che erano state impegnate nelle produzioni belliche. Tra le aziende sostenute la FIAT e l'Olivetti, che furono in grado di restituire i prestiti ricevuti, mentre non fu così invece per la Breda che si era specializzata a tal punto nelle produzioni belliche ritrovandosi nell'immediato dopoguerra nelle condizioni di affrontare una difficile riconversione della sua produzione con gli stabilimenti gravemente danneggiati dai bombardamenti. La Breda essendo fortemente sovradimensionata rispetto agli sbocchi di mercato esistenti per i propri prodotti fu costretta a cedere il settore aeronautico della IMAM alla Aerfer della Finmeccanica e quello siderurgico alla Finsider e non essendo in grado di ripagare i propri nel gennaio 1962 la Breda costituì il nucleo intorno a cui fu creato l'EFIM, una nuova holding delle Partecipazioni statali che tra i suoi compiti aveva quello di gestire le partecipazioni precedentemente detenute dal FIM, prevalentemente concentrate nel settore metalmeccanico.
La Breda venne così suddivisa tra una holding quotata in Borsa denominata Finanziaria Ernesto Breda (Finbreda) ed alcune società operative suddivise per area di attività, tra cui il Cantiere Navale Ernesto Breda di Marghera.
La Finbreda nella logica delle Partecipazioni statali, sostenne numerose iniziative industriali, soprattutto nel Mezzogiorno, anche in settori che erano lontanissimi da quelli originari di attività, ma il settore più strategico rimase quello dei sistemi di difesa e grazie all'acquisizione, avvenuta nel 1973, della Oto Melara la Finbreda costituì un “polo” dell'industria militare alternativo a quelli costituiti dall'IRI.
Nel cantiere navale di Marghera negli anni cinquanta ripresero le commesse militari tra cui una delle corvette della classe Alcione costruita su commessa degli Stati Uniti per i Paesi Bassi ed in seguito trasferita alla Marina Militare.
Tra il 1972 e il 1978 venne avviata una profonda ristrutturazione degli impianti, con la realizzazione di un nuovo bacino di capace di ospitare navi fino a 150 000 tonnellate di stazza, la cui costruzione terminò nel 1974.
Il periodo tra gli anni settanta e gli anni ottanta vide ricorsi massicci alla CIG e il blocco del turn-over ed in pochi anni gli organici vennero dimezzati.

### Italcantieri e Fincantieri
Nel 1979 il Cantiere Navale Breda di Marghera passo dall'EFIM all'Italcantieri, società del gruppo IRI insieme ai Cantieri Navali ed Officine Meccaniche di Venezia.
L'Italcantieri, nel 1984, venne totalmente inglobata dalla Fincantieri che da holding finanziaria nell'ambito delle partecipazioni statali assumeva in proprio l'attività operativa delle società che controllava.
Dopo l'acquisizione da parte della Fincantieri la denominazione del cantiere è “Fincantieri - Cantieri Navali Italiani Stabilimento di Venezia-Marghera”. La storica scritta "Breda" incisa su marmo posta all'ingresso venne così coperta dall'attuale cartello metallico "Fincantieri".
Negli ultimi anni lo stabilimento Fincantieri di Porto Marghera si è specializzato nella costruzione di grosse navi da crociera riuscendo a occupare in questo settore a livello mondiale importanti quote di mercato.

## Navi
Principali imbarcazioni realizzate:
- 1932 Umberto Lupi - motonave pesca
- 1935 Altino - motonave passeggeri (ACNIL-Venezia)
- 1935 Aquileia - motonave passeggeri (ACNIL-Venezia)
- 1935 Concordia - motonave passeggeri (ACNIL-Venezia)
- 1935 Eraclea - motonave passeggeri (ACNIL-Venezia)
- 1937 110 Ca' Contarini - motonave passeggeri (motoscafo) (ACNIL-Venezia)
- 1937 109 Ca' Corner - motonave passeggeri (motoscafo) (ACNIL-Venezia)
- 1937 111 Ca' Donà - motonave passeggeri (motoscafo) (ACNIL-Venezia)
- 1937 112 Ca' Giustiniani - motonave passeggeri (motoscafo) (ACNIL-Venezia)
- 1937 113 Ca' Marcello - motonave passeggeri (motoscafo) (ACNIL-Venezia)
- 1937 114 Ca' Mocenigo - motonave passeggeri (motoscafo) (ACNIL-Venezia)
- 1942 Baionetta - corvetta (Regia Marina, poi Marina Militare)
- 1942 Carbonello A. - motonave
- 1943 Salvore - motonave
- 1944 Anita - motocisterna
- 1944 Fernanda - motocisterna
- 1946 Cometa - motocisterna
- 1946 Francesca - motonave
- 1946 Loredan - piroscafo
- 1946 Maria Vittoria - motonave
- 1946 Nebulosa - motocisterna
- 1947 Sabaudia - motonave
- 1949 Annamaria - motonave
- 1949 Pontinia - motonave
- 1949 Romito - rimorchiatore
- 1954 Aquila (F 542) - corvetta (Marina Militare)
- 1954 Dalia - motonave passeggeri (G. G. Navigazione Laghi) - Lago di Como - costruita a Tavernola
- 1954 Giglio - motonave passeggeri (G. G. Navigazione Laghi) - Lago di Como - costruita a Tavernola
- 1954 Iris - motonave passeggeri (G. G. Navigazione Laghi) - Lago di Como - costruita a Tavernola
- 1954 Marilen - motocisterna
- 1954 M 5539 Mirto - dragamine (Marina Militare)
- 1954 Narciso - motonave passeggeri (G. G. Navigazione Laghi) - Lago di Como - costruita a Tavernola
- 1954 Ninfea - motonave passeggeri (G. G. Navigazione Laghi) - Lago di Como - costruita a Tavernola
- 1955 N. 66 - motonave passeggeri (motobattello) (ACNIL-Venezia)
- 1955 N. 67 - motonave passeggeri (motobattello) (ACNIL-Venezia)
- 1955 N. 68 - motonave passeggeri (motobattello) (ACNIL-Venezia)
- 1955 N. 69 - motonave passeggeri (motobattello) (ACNIL-Venezia)
- 1956 Enrico Dandolo - motonave
- 1956 Fertilia - motonave
- 1956 Lazzaro Mocenigo - motonave
- 1956 Stelvio - motonave passeggeri/traghetto (G. G. Navigazione Laghi) - Lago di Como - costruita a Tavernola
- 1957 Albatros - motonave
- 1957 A. Manzoni - motonave passeggeri (G. G. Navigazione Laghi) - Lago di Como - costruita a Dervio
- 1957 A. Volta - motonave passeggeri (G. G. Navigazione Laghi) - Lago di Como - costruita a Dervio
- 1957 Roma - motonave passeggeri (G. G. Navigazione Laghi) - Lago Maggiore - costruita ad Arona
- 1957 S. Gottardo - motonave passeggeri/traghetto (G. G. Navigazione Laghi) - Lago Maggiore - costruita ad Arona
- 1957 M 5468 Tellina - dragamine (Marina Militare)
- 1957 M 5469 Totano - dragamine (Marina Militare)
- 1957 Villarperosa - motonave
- 1958 Strenuus - rimorchiatore salvataggio
- 1959 Giovannella D'Amico - motocisterna
- 1959 Lorenzo Marcello - motonave
- 1959 Marinella D'Amico - motocisterna
- 1959 S. Martino - motonave passeggeri (G: G. Navigazione Laghi) - Lago di Garda
- 1959 Solferino - motonave passeggeri (G. G. Navigazione Laghi) - Lago di Garda
- 1960 Portovado - motonave
- 1960 S. Bernardino - motonave passeggeri/traghetto (G. G. Navigazione Laghi) - Lago Maggiore - costruita ad Arona
- 1961 Appia (traghetto) - Traghetto (Adriatica di Navigazione)
- 1961 Ausus - rimorchiatore
- 1961 San Marco - motonave passeggeri/traghetto (ACNIL-Venezia)
- 1961 Spluga - motonave passeggeri/traghetto (G. G. Navigazione Laghi) - Lago di Como - costruita a Dervio
- 1962 Isonzo - motonave (Lloyd Triestino)
- 1962 Polinnia - motonave da carico (Polinnia, Società di Navigazione)
- 1962 Venezia - motonave passeggeri (G. G. Navigazione Laghi) - Lago Maggiore - costruita ad Arona
- 1963 Lerici Seconda - motonave
- 1963 Massimo Primo - motonave
- 1963 Ursus - rimorchiatore salvataggio
- 1964 Angelo Scinicariello - motonave (Messana di Navigazione)
- 1964 Donatella - motonave
- 1964 Genepesca VIII - motonave pesca
- 1964 Ghisallo - motonave passeggeri/traghetto (G. G. Navigazione Laghi) - Lago di Como - costruita a Dervio
- 1965 Genepesca IX - motonave pesca
- 1965 Genepesca X - motonave pesca
- 1965 Italia - motonave passeggeri (G. G. Navigazione Laghi) - Lago Maggiore - costruita ad Arona
- 1965 Maria Montanari - motocisterna
- 1965 S. Cristoforo - motonave passeggeri/traghetto (G. G. Navigazione Laghi) - Lago Maggiore - costruita ad Arona
- 1966 Helvetia - motonave passeggeri/traghetto (G. G. Navigazione Laghi) - Lago Maggiore - costruita ad Arona
- 1966 Regina del Garda - motonave passeggeri/traghetto (G: G: Navigazione Laghi) - Lago di Garda
- 1966 Siracusana - motocisterna
- 1967 Alberto Lolli Ghetti - motonave da carico (minerali) (Carbonavi, Società di Navigazione)
- 1967 Mey Lolli Ghetti - motonave da carico (minerali) (Carbonavi, Società di Navigazione)
- 1968 Enrico Berlingieri - motocisterna (Bermare-Marittima di Navigazione)
- 1969 Gino Lolli Ghetti - motonave (Carbonavi, Soc. di Navigazione)
- 1969 Gregorio Napoleone - motocisterna (Marnavi-Marittima di Navigazione)
- 1969 Stefania A. - motocisterna (Trasmare)
- 1970 Freccia Blu - Traghetto (Grandi Traghetti)
- 1970  Freccia Rossa - Traghetto (Grandi Traghetti)
- 1970 Luisa Lolli Ghetti - motonave (rinfuse/cisterna) (Carbonavi, Soc. di Navigazione)
- 1971 Mara Lolli Ghetti - motonave (rinfuse/cisterna) (Carbonavi, Soc. di Navigazione)
- 1971 Rina Lolli Ghetti - motonave (rinfuse/cisterna) (Orenavi, Soc. di Navigazione)
- 1973 Noemi Lolli Ghetti - motocisterna (Navigazione Alta Italia)
- 1980 Anteo ASR nave salvataggio sommergibili (Marina Militare Italiana)
- 1980 Andrea Merzario - nave Ro/Ro (Merzario Lines)
- 1988 Dole California - nave container (Dole Fresh Fruit)
- 1989 Dole Equador - nave container (Dole Fresh Fruit)
- 1996 Veendam - nave da crociera (Holland America Line)
- 1997 Rotterdam - nave da crociera (Holland America Line)
- 1998 Disney Magic - nave da crociera (Disney Cruise Line)
- 1999 Disney Wonder - nave da crociera (Disney Cruise Lines)
- 2000 Amsterdam - nave da crociera (Holland America Line)
- 2000 Zandaam - nave da crociera (Holland America Line)
- 2001 Pride of Hull - traghetto Ro/Ro (P&O Ferries)
- 2001 Pride of Rotterdam - traghetto Ro/Ro (P&O Ferries)
- 2002 Zuiderdam - nave da crociera (Holland America Line)
- 2003 Oosterdam - nave da crociera (Holland America Line)
- 2004 Westerdam - nave da crociera (Holland America Line)
- 2005 Arcadia - nave da crociera (P&O Cruises)
- 2006 Noordam - nave da crociera (Holland America Line)
- 2007 Carnival Freedom - nave da crociera (Carnival Cruise Lines)
- 2007 Queen Victoria - nave da crociera (Cunard Line)
- 2008 Eurodam - nave da crociera (Holland America Line)
- 2009 Costa Luminosa - nave da crociera (Costa Crociere)
- 2010 Costa Deliziosa - nave da crociera (Costa Crociere)
- 2010 Nieuw Amsterdam - nave da crociera (Holland America Line)
- 2011 Costa Favolosa - nave da crociera (Costa Crociere)
- 2012 Costa Fascinosa - nave da crociera (Costa Crociere)
- 2014 Costa Diadema - nave da crociera (Costa Crociere)
- 2015 Viking Star - nave da crociera (Viking Cruises)
- 2016 Koningsdam - nave da crociera (Holland America Line)
- 2018 Carnival Horizon - nave da crociera (Carnival Cruise Line)
- 2018 Nieuw Statendam - nave da crociera (Holland America Line)
- 2019 Carnival Panorama - nave da crociera (Carnival Cruise Line)
- 2020 Costa Firenze - nave da crociera (Costa Crociere)
- 2021 Rotterdam (nave da crociera) (Holland America Line)
- 2022 Norwegian Prima - nave da crociera (Norwegian Cruise Line)
- 2023 MS Queen Anne - nave da crociera (Cunard Line)

## Galleria d'immagini

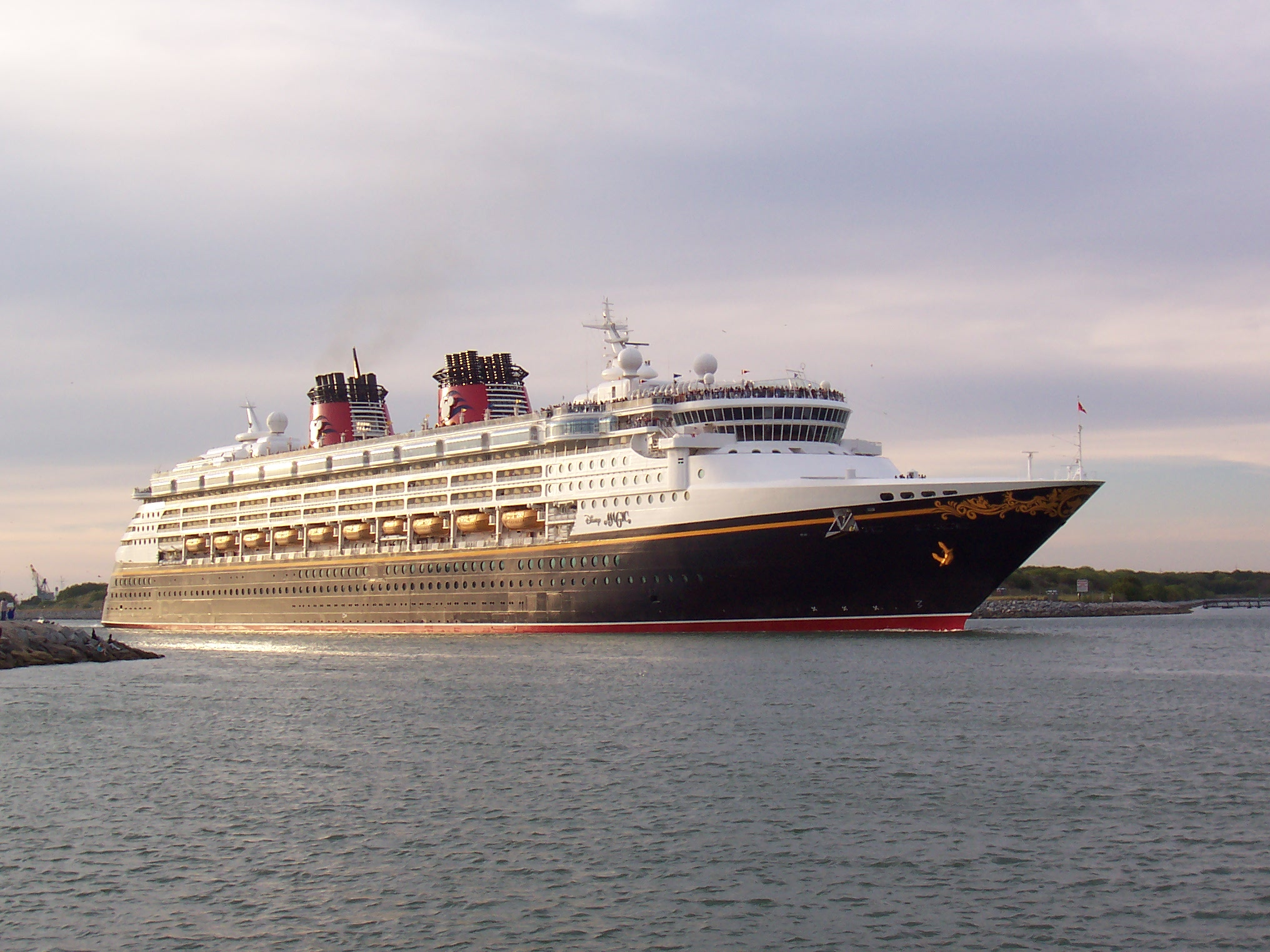
Disney Magic
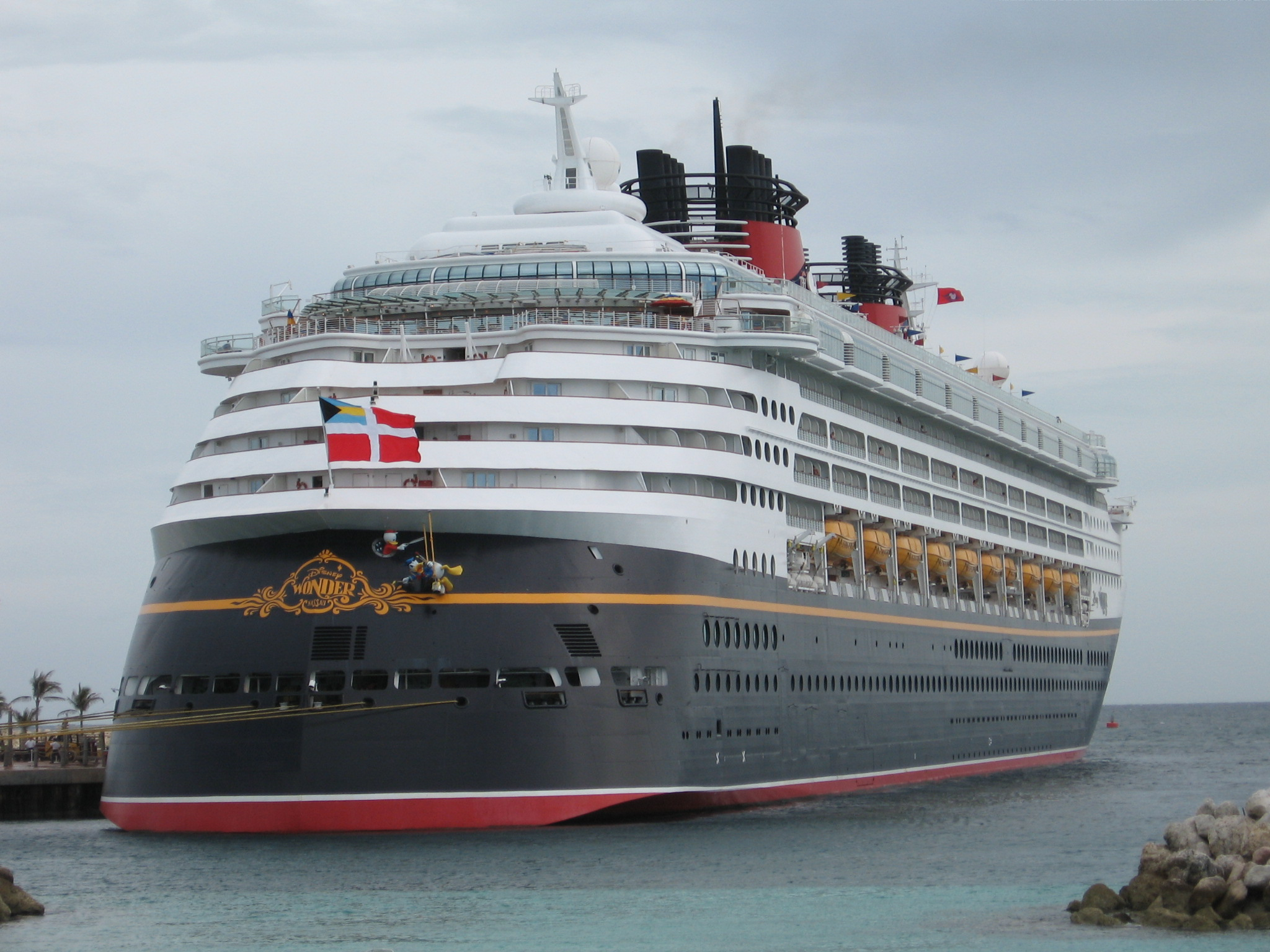
Disney Wonder
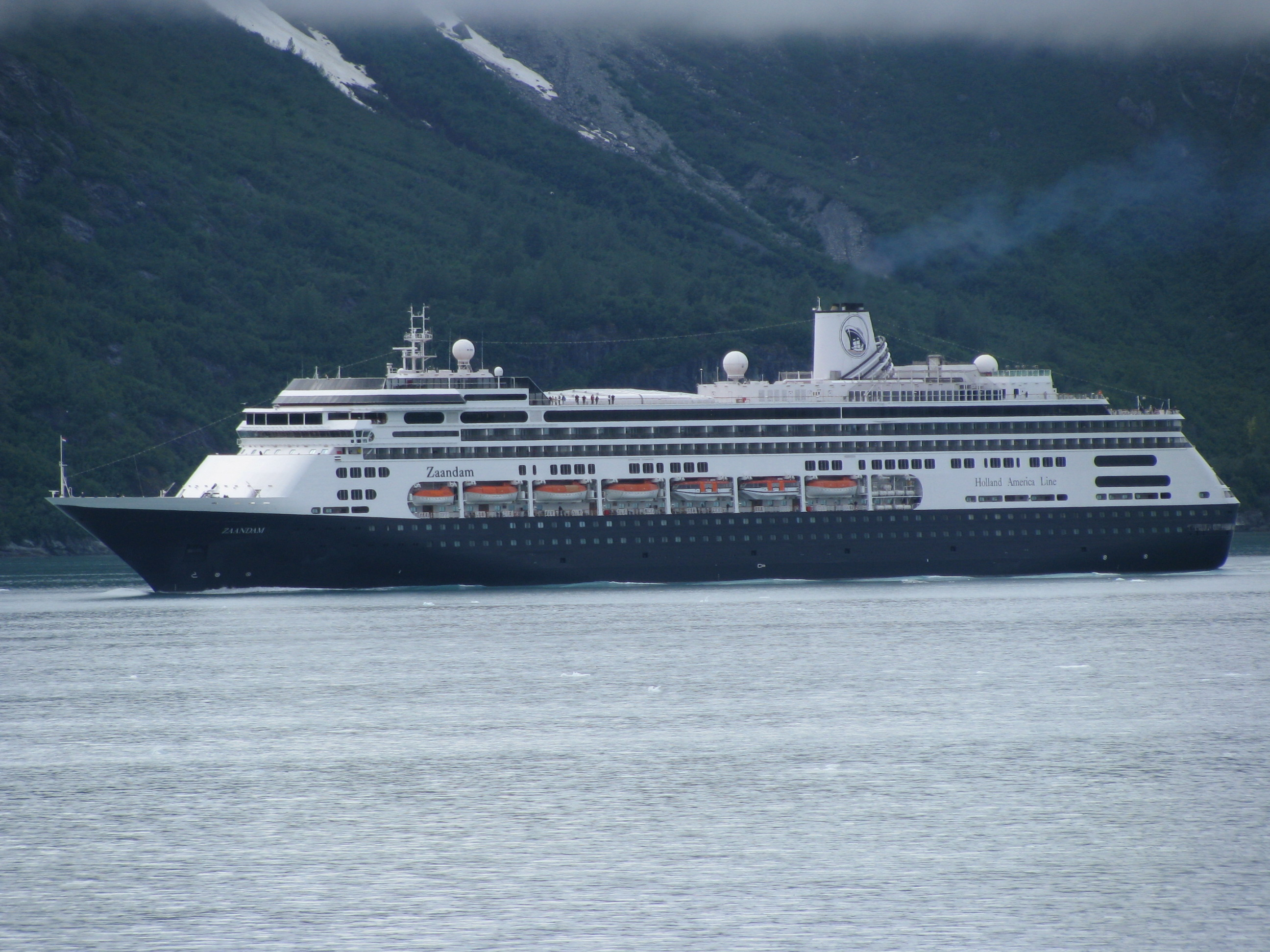
Zaandam
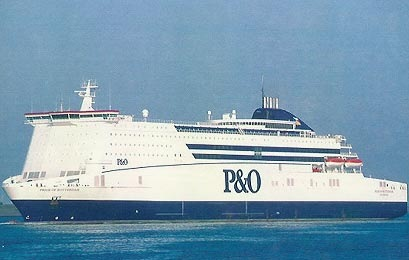
Pride of Rotterdam
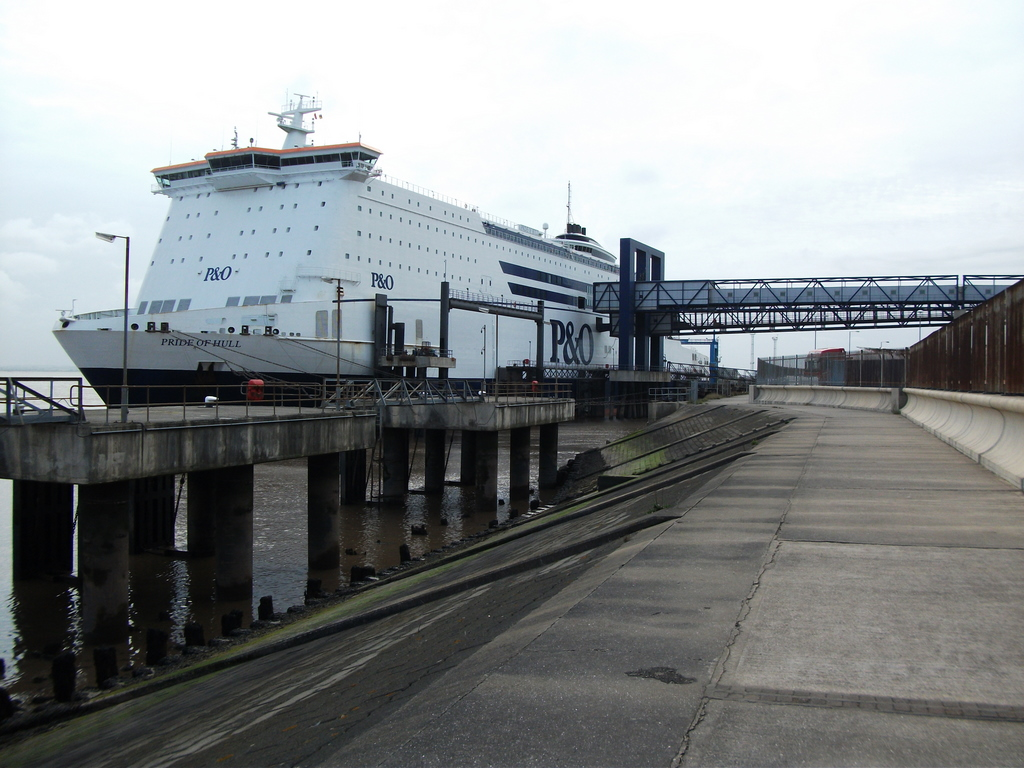
Pride of Hull
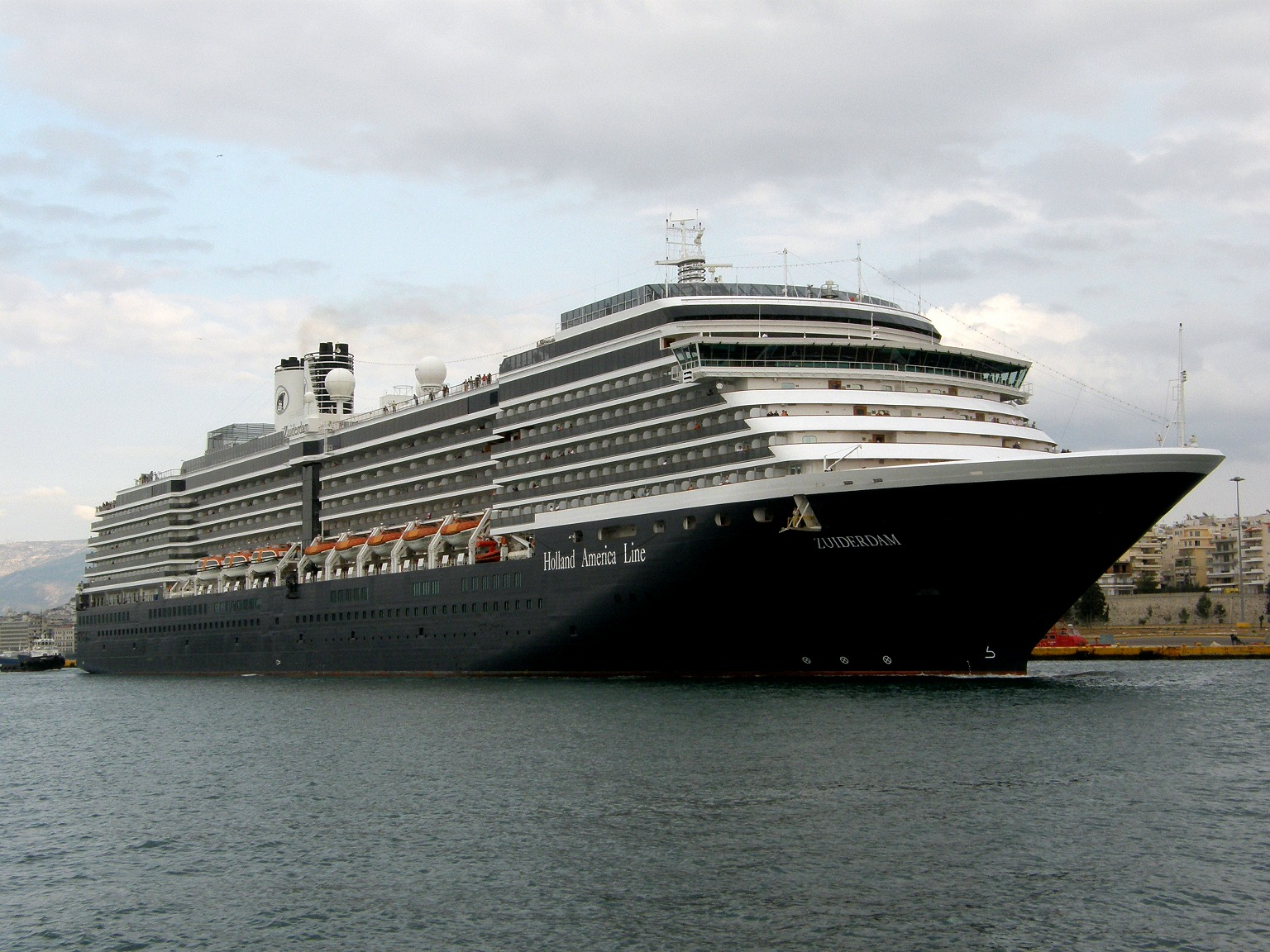
Nave da crociera Zuiderdam
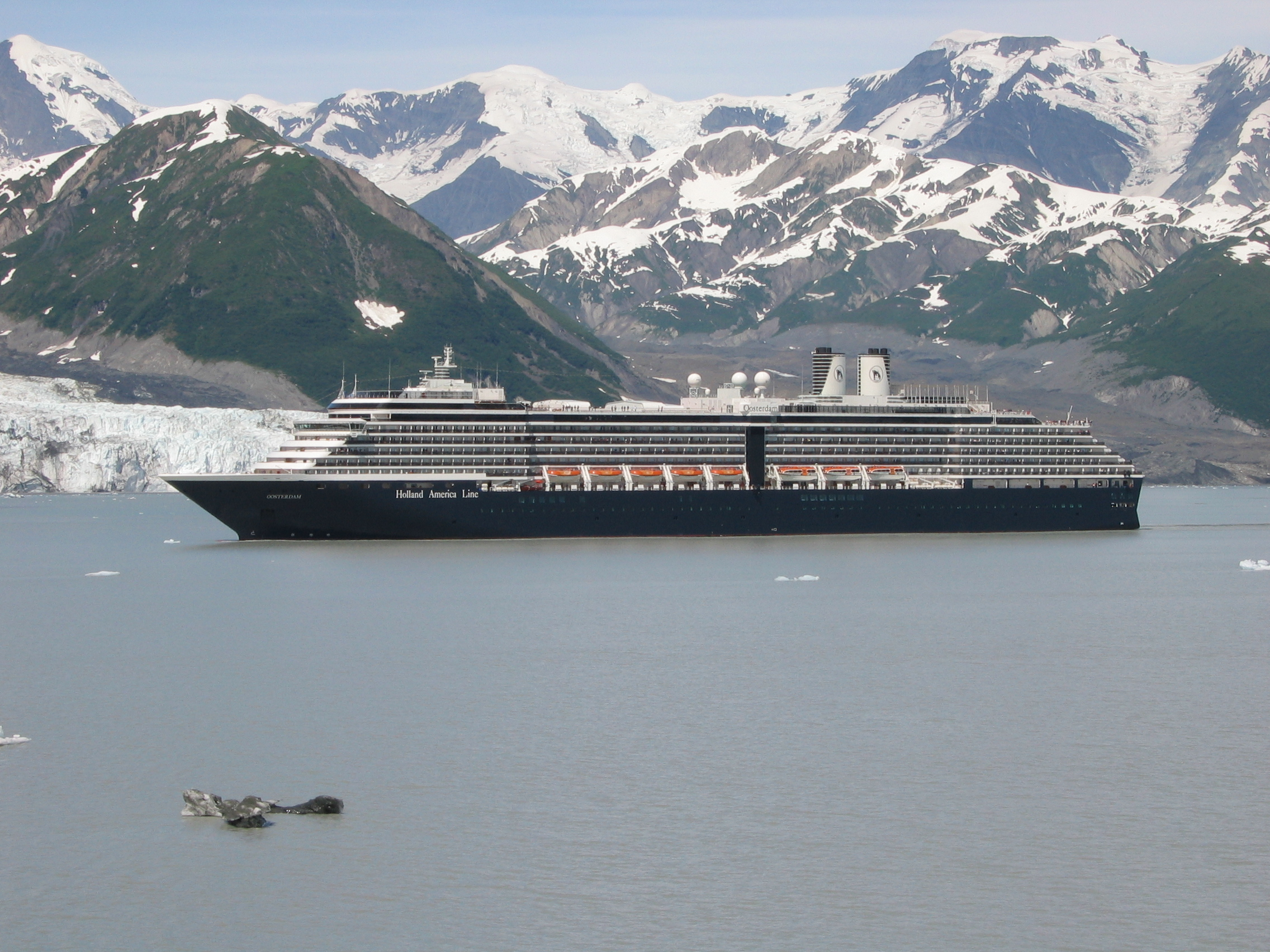
Nave da crociera Oosterdam in Alaska
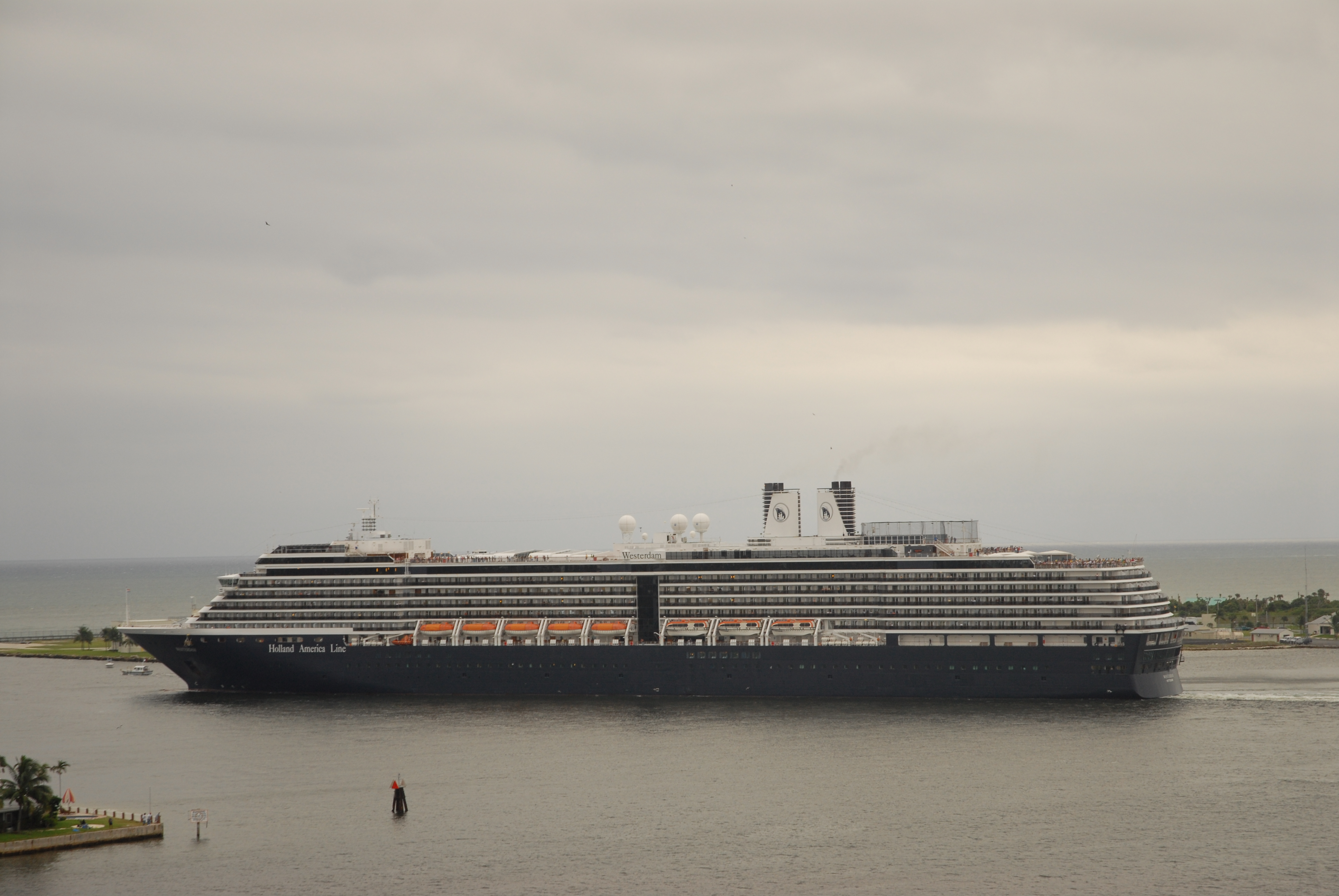
Nave da crociera Westerdam
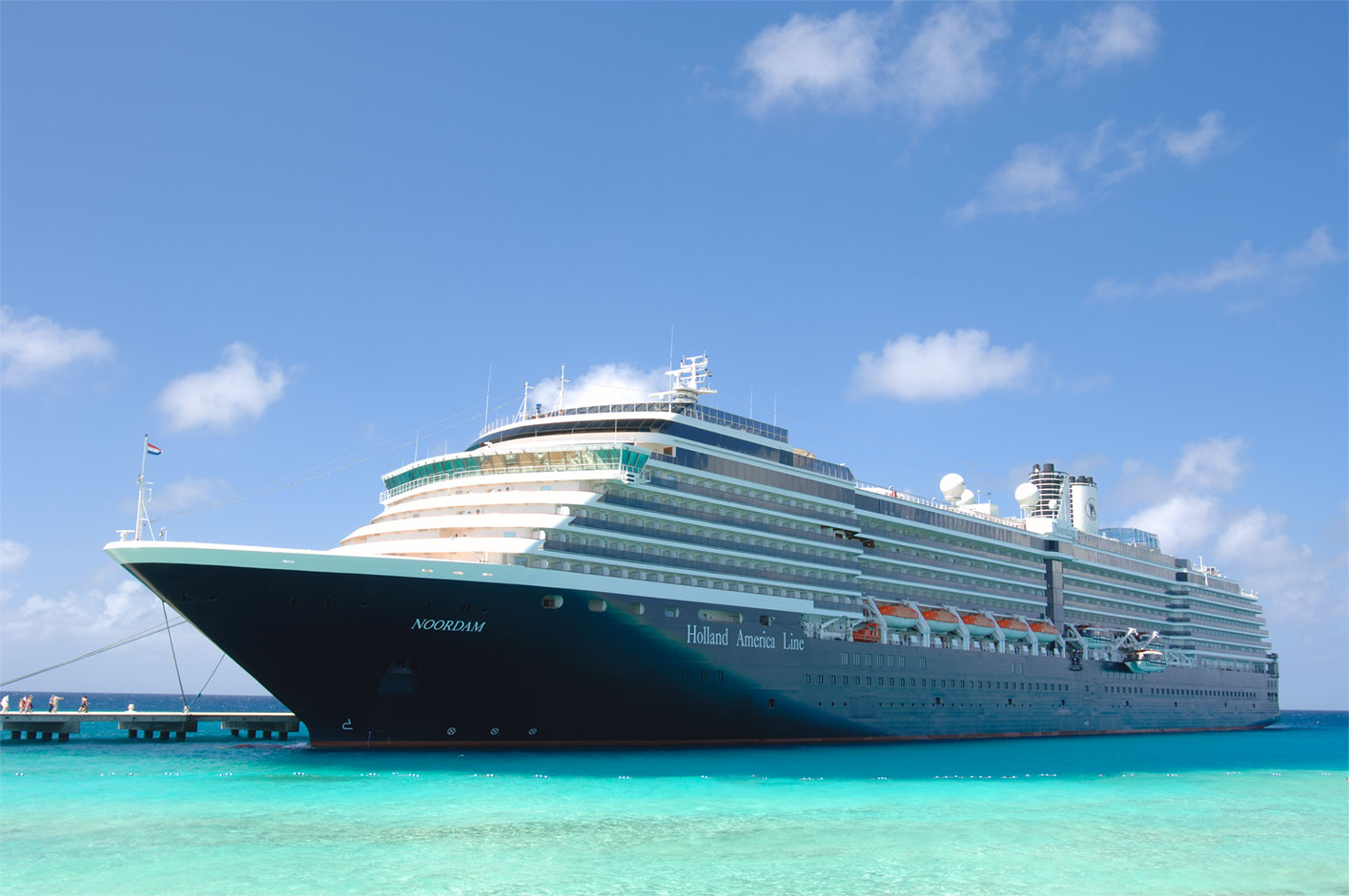
Nave da crociera Noordam
Carnival Freedom
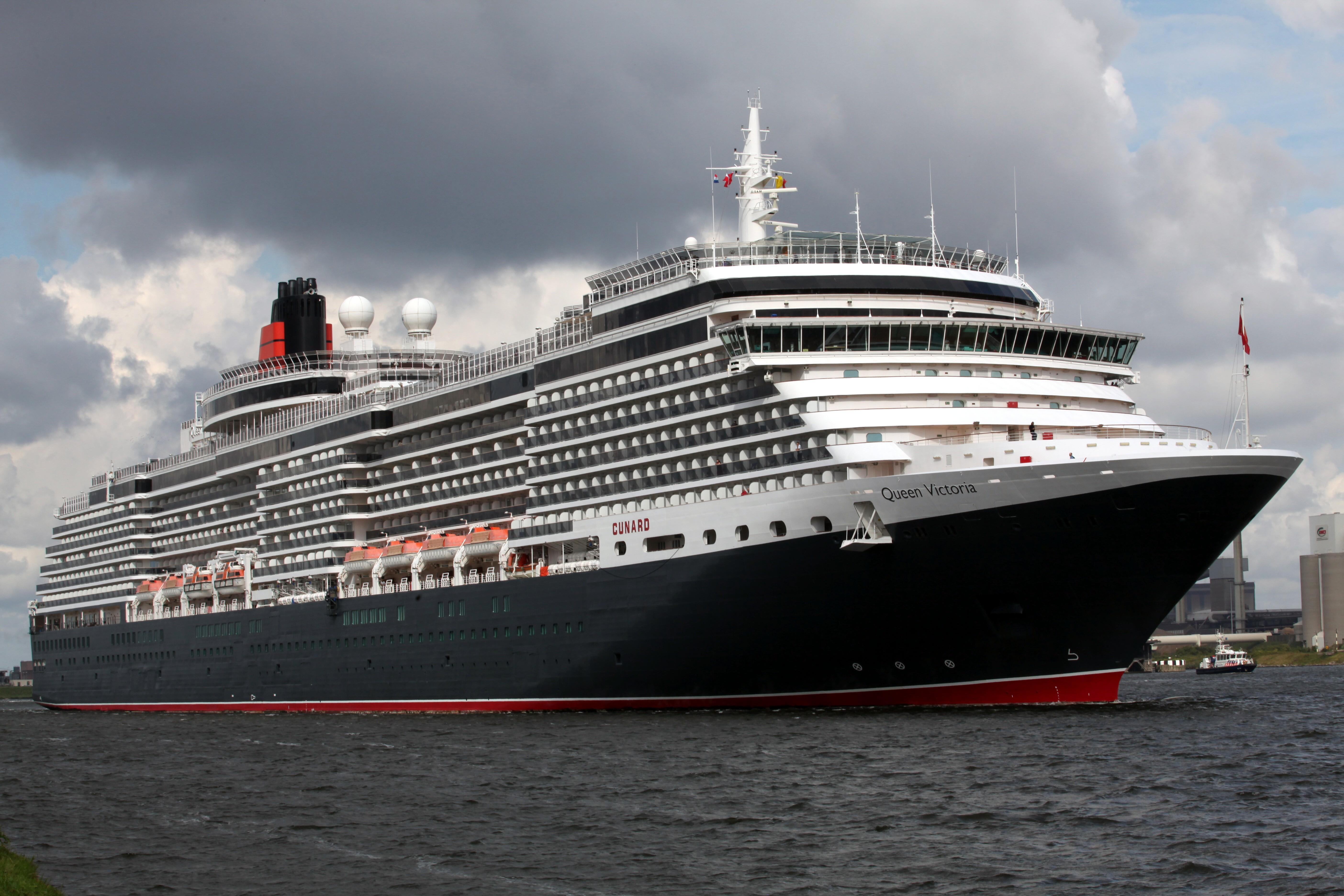
Queen Victoria
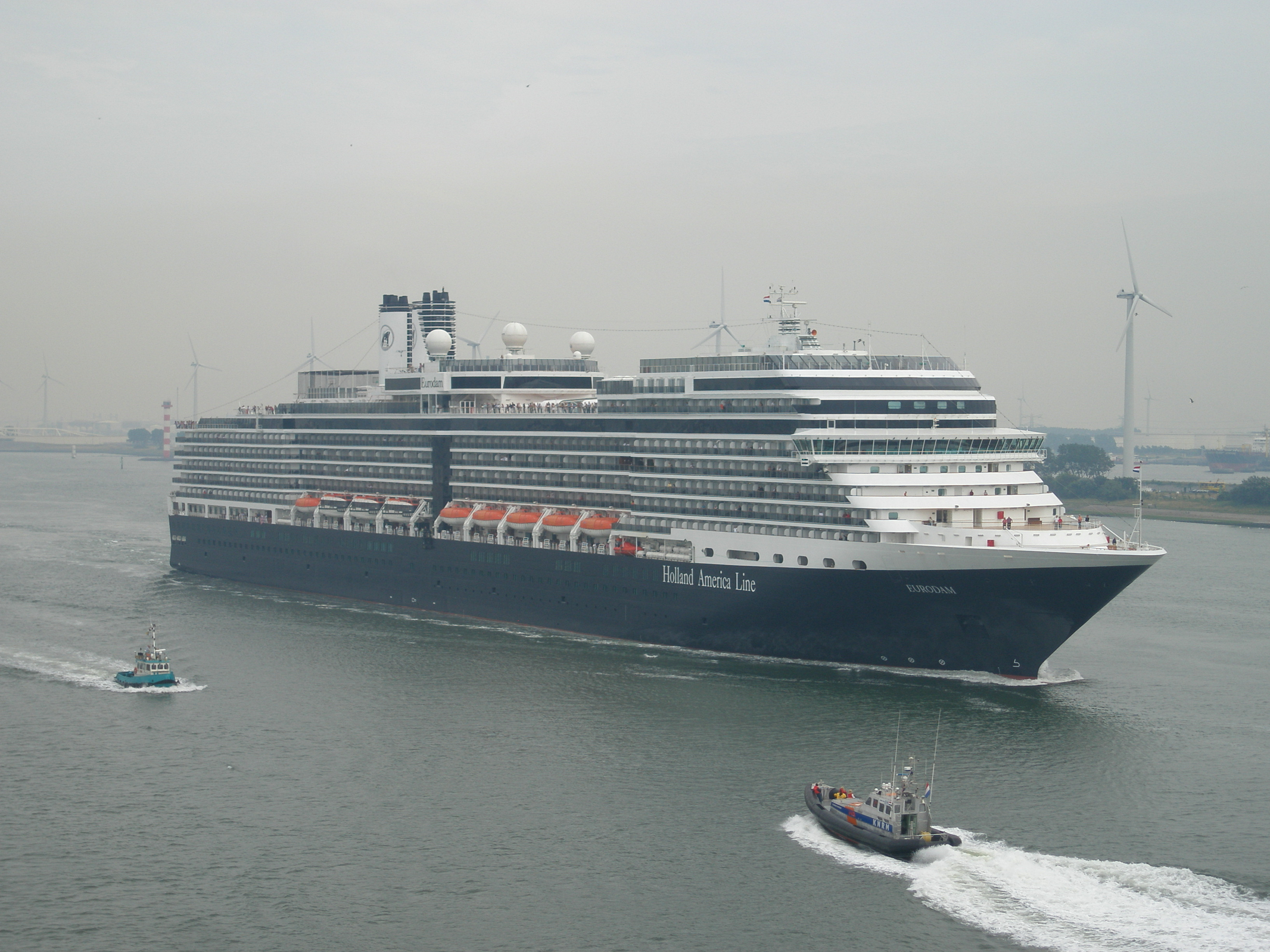
Nave da crociera Eurodam consegnata nel giugno 2008
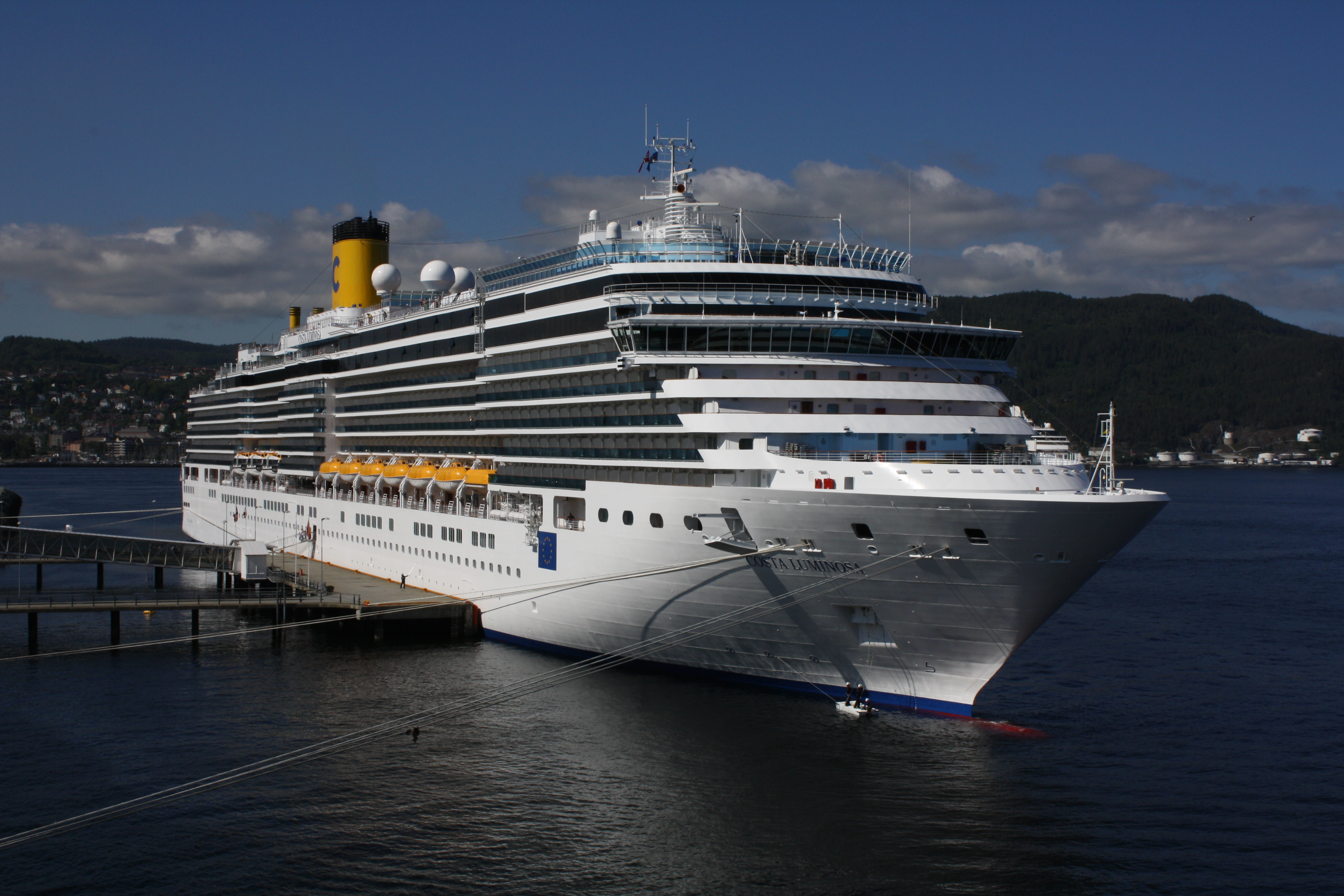
Costa Luminosa
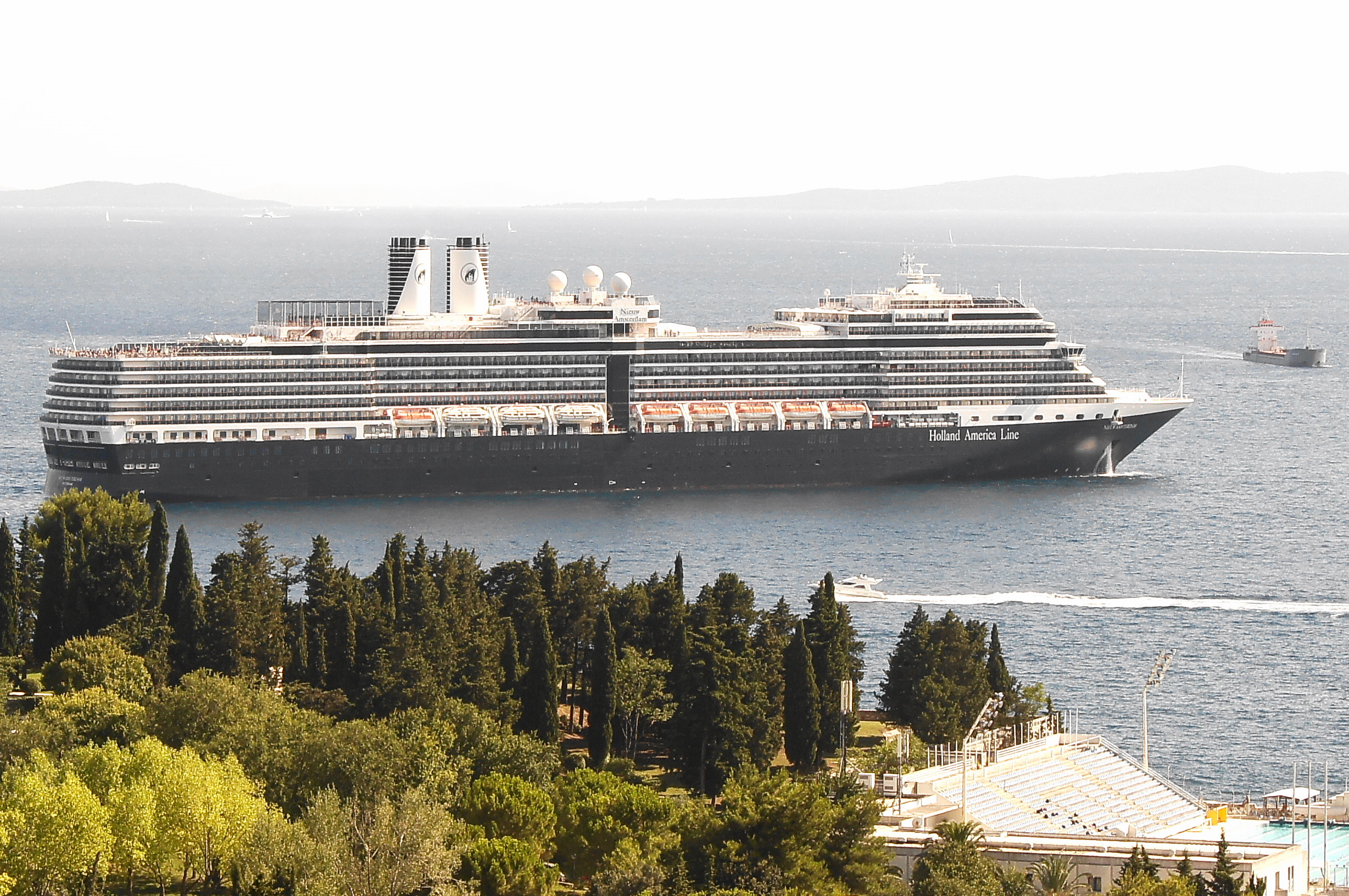
Nieuw Amsterdam